# Tacica
I Tacica sono un gruppo musicale J-Rock giapponese proveniente da Hokkaidō. Nel 2012 hanno interpretato il brano newsong, utilizzato come decima sigla d'apertura dell'anime Naruto Shippuden.

## Membri
- Shoichi Igari (猪狩翔?) (26 novembre 1983), voce e chitarra
- Yuta Konishi (小西悠太?) (1º dicembre 1983), basso
- Toshihiko Sakai (坂井俊彦?) (10 marzo 1983), batteria

## Discografia

### Album
- 2007 - Human Orchestra
- 2008 - parallel park
- 2009 - jacaranda
- 2011 - sheeptown ALASCA

### Singoli
- 2005 -   (アナフィラキシー?)
- 2008 - Kiroi Karasu (黄色いカラス?)
- 2009 - Penguin Elegy (人鳥哀歌?)
- 2009 - Metro (メトロ?)
- 2010 - Kamisama no Isu (神様の椅子?)
- 2011 - Inochi no Koshin (命の更新?)
- 2012 - newsong